# Mark Evan Bonds
Mark Evan Bonds (* 1954) ist ein US-amerikanischer Musikwissenschaftler und Hochschullehrer.

## Leben
Bonds studierte an der Duke University in Durham, North Carolina, wo er 1975 einen Bachelor of Arts in Deutsch und Musik erhielt. Es folgten ein Studium an der Universität Kiel, das er 1977 beendete, und ein Studium an der Harvard University, an der er 1988 promoviert wurde. Nach einer Lehrtätigkeit an der Boston University wurde Bonds 1992 Professor für Musik an der University of North Carolina at Chapel Hill, wo er bis 2023 tätig war.
Der Schwerpunkt seiner Forschungen liegt auf der Musik der Wiener Klassik, insbesondere auf Beethoven.

## Publikationen

### Bücher
- After Beethoven: Imperatives of Originality in the Symphony, Cambridge: Harvard University Press, 1996; ISBN 0-674-00855-3
- Music as Thought: Listening to the Symphony in the Age of Beethoven, Princeton: Princeton University Press, 2006
- Absolute Music: The History of an Idea, New York: Oxford University Press, 2014
- Beethoven: Variations on a Life, New York: Oxford University Press, 2020
- The Beethoven Syndrome: Hearing Music as Autobiography, New York: Oxford University Press, 2020
- Ludwig van Beethoven: A Very Short Introduction, New York: Oxford University Press, 2020

### Aufsätze
- Aufführungen: Die Musikfeste als Multiplikatoren, in: Beethovens Orchestermusik und Konzerte, hrsg. von Oliver Korte und Albrecht Riethmüller (= Das Beethoven-Handbuch, hrsg. von Albrecht Riethmüller, Band 1), Laaber 2013, S. 416–433
- „Beethoven, Friedrich Schlegel und der Begriff der Unverständlichkeit“, in: Utopische Visionen und visionäre Kunst: Beethovens „Geistiges Reich“ Revisited, hrsg. von William Kinderman, Wien: Apfel, 2017, S. 127–137
- “Wozzeck’s Worst Hours”: Alban Berg’s Presentation Copy of Wozzeck to Eduard Steuermann, in: Notes: Quarterly Journal of the Music, Vol. 76, Nr. 4 (2020), S. 527–534